# Гусівка (Республіка Алтай)
Гусівка (рос. Гусевка) — село Чойського району, Республіка Алтай Росії. Входить до складу Чойського сільського поселення.
Населення — 359 осіб (2015 рік).